# Owen Davis junior
Owen Davis junior (* 6. Oktober 1907 in New York City; New York; † 21. Mai 1949 im Long Island Sound) war ein US-amerikanischer Schauspieler und Fernsehproduzent.

## Leben
Owen Davis Jr. wurde als ältester von zwei Söhnen des mit dem Pulitzer-Preis ausgezeichneten Dramatikers Owen Davis Sr. geboren. Davis Jr. studierte unter George Pierce Baker das Fach Drama an der Yale University, wo er auch für einige Zeit der Kapitän des Boxerteams war. Er begann seine Schauspielkarriere in der Truppe von Walter Huston und war 1928 erstmals am Broadway im Stück Carry On seines Vaters zu sehen. Ein Jahr später gab er sein Filmdebüt als Sohn von Will Rogers in They Had to See Paris unter der Regie von Frank Borzage. Während seiner weiteren Filmkarriere spielte er meistens jungenhafte und unerfahrene junge Männer, etwa als Soldat Peter im Filmklassiker Im Westen nichts Neues. Anfang der 1930er Jahre kehrte er wieder zum Theater zurück. Er arbeitete mit der Theatertruppe von Richard Bennett und spielte außerdem zwischen 1931 und 1935 in zehn Stücken am Broadway.
Mitte der 1930er-Jahre kehrte er nach Hollywood zurück, wo er als potenzieller Star galt und größere Rollen erhielt, meistens in kleineren Komödien. Doch der Durchbruch gelang ihm nicht und er zog sich 1940 nach nur 16 Produktionen von der Filmschauspielerei zurück. Er diente anschließend im Zweiten Weltkrieg. Nach Kriegsende begann er eine zweite Karriere als Fernsehproduzent. Im Alter von 41 Jahren ertrank Owen Davis junior bei einem Bootsunfall im Long Island Sound. Er war verheiratet mit Laina Muroni.

## Filmografie (Auswahl)
Schauspieler
- 1929: They Had to See Paris
- 1930: Im Westen nichts Neues (All Quiet on the Western Front)
- 1930: Good Intentions
- 1936: Murder on a Bridle Path
- 1936: Special Investigator
- 1936: Bunker Bean
- 1936: Grand Jury
- 1936: The Plot Thickens
- 1937: The Woman I Love
- 1937: It Could Happen to You!
- 1937: The Luck of Roaring Camp
- 1938: Touchdown, Army
- 1939: These Glamour Girls
- 1939: Henry Goes Arizona
- 1939: Thou Shalt Not Kill
- 1940: Knute Rockne, All American

Produzent
- 1949: NBC Repertory Theatre
- 1949: The Philco Television Playhouse (eine Folge)